# Ademir da Guia
Ademir da Guia (ur. 3 kwietnia 1942 w Rio de Janeiro) – brazylijski piłkarz, środkowy pomocnik. Długoletni zawodnik SE Palmeiras. Syn Domingosa.
Profesjonalną karierę zaczynał - jak ojciec - w Bangu AC. W Palmeiras grał w latach 1961–1977. W 1972 i 1973 zostawał mistrzem Brazylii, kilkakrotnie był mistrzem stanu (Campeonato Paulista). W reprezentacji Brazylii grał w latach 1965–1974. Podczas MŚ 74 wystąpił w tylko jednym spotkaniu, przegranym z Polską meczu o brązowy medal. Po zakończeniu kariery zawodniczej długo chorował. W latach 80. wycofał się z funkcjonowania w środowisku piłkarskim.
Był radnym w São Paulo. Obecnie pracuje jako trener amatorskich drużyn młodzieżowych.